# Мезитит
Мезити́т (англ. mesitite от др.-греч. μεσιτης — средний, посередине), ранее мезити́новый шпат или мезити́н шпат (англ. mesitine spar, нем. mesitinspath), также известен как железистый магнезит, мезити́н и даже мезизи́т:516 — карбонатный минерал, один из так называемых бурых шпатов, рассматривается как железосодержащая разновидность магнезита или, в других случаях, брейнерита.
В полном соответствии со своим названием, мезитит — средний член непрерывного изоморфного ряда магнезит → сидерит с общей формулой (Mg,Fe)CO3, в котором содержание ионов железа (Fe2+) составляет примерно от 30 до 50 %,:516 а соотношение железа к магнию, соответственно, колеблется в пределах от 30:70 до 50:50..

## Название и история
Мезитиновый шпат, позднее, сокращённо мезитит — в соответствии с международно признанной терминологией (от англ. mesitite) или мезитин (от нем. mesitinspath) представлял собой старое тривиальное название, широко употребимое в среде горняков, геологов и минералогов для некоторых железистых магнезитов. До конца XIX века разные авторы иногда считали мезитиновый шпат синонимом (разновидностью) брейнерита,:229 в иных случаях — синонимом (разновидностью) пистомезита.:194 В самой общей форме считалось, что мезитин относится к числу бурых шпатов, в свою очередь, являясь разновидностью горького шпата:170 (в данном случае, чаще магнезита), окрашенной карбонатом марганца или железа.
Собственно название одновременно определяло и пропорции химических соединений в его составе, и положение минерала среди родственных шпатов (греческое слово μεσιτης означает средний, находящийся посередине). К примеру, в 1835 году немецко-русский словарь технических терминов и названий Владимира Еремеева определял мезитиновый шпат как «составляющій средину между Бурымъ шпатомъ и Шпатоватымъ желѣзнякомъ».:298 При том, что само по себе определение бурого шпата было расширительным, касалось нескольких разных минералов и не отличалось определённостью.
Примерно такой же степенью минералогической точности отличались определения мезитинового шпата и в передовой европейской науке середины XIX века. В частности, в 1853 году Джеймс Дуайт Дана описал этот минерал в своём «Руководстве по минералогии» в следующих выражениях: «Мезитиновый шпат. (Брейнерит). Карбонат железа и марганца, встречающийся в желтоватых ромбоэдрах 107°14′. <...> Сюда же относится и большинство из того, что носит название ромбического шпата, или бурого шпата, который при воздействии влаги покрывается ржавчиной».:229
Значительно более корректным оказалось определение Александра Рамзая младшего, данное на полтора десятилетия позже, хотя в целом оно было основано на минералогической системе Джеймса Дана: «Мезитиновый шпат (Mg:FeO)CO2. Синоним пистомезит. Этот <минеральный> вид состоит из шпатовой железной руды или халибита и магнезита, зачастую в равных пропорциях <50:50>. Кристаллы представляют собой ромбоэдры с конечным углом в 107°14′, имеющие цвет серый или желтоватый, их блеск стекловидный или слегка перламутровый; твёрдость от 4,0 до 4,5; удельный вес от 3,0 (33,434) до 3,6 (40,140) и прозрачность несколько выше, чем таковая же у халибита. Он встречается в хлоритовых сланцах в Сен-Готарде, а также в Циллертале, в Тироле и в Пьемонте».:194
Примесной состав бурых шпатов, прежде всего, относящихся к ряду магнезит → сидерит, позволил в XIX веке отнести их к числу изоморфных природных смесей и поставить проблему отнесения их к тому или иному фиксированному типу минералов с отдельным названием, описанием и химическим составом. В своей студенческой диссертации 1856 года Дмитрий Менделеев писал об этой фундаментальной минералогической проблеме со всей определённостью: «...возьмите любые изоморфные минералы, например, известковый и горькоземистый (Talkspath) шпаты; в них и кристаллическая форма, и рациональный химический состав сходны, а мы их разделяем, потому что существует некоторое постоянство в составе (первый почти чистая CaC, второй иногда даже совершенно чистая MgC...) <...> Есть до 5 шпатов, стоя́щих в средине или по химическому составу, или по форме. Бурый или горький шпат представляет переход по обоим свойствам: состав его есть вообще nMgC + mCaC, а угол его ромбоэдра = 106°15′20′′. Весьма было бы интересно знать: существуют ли все постепенные переходы по кристаллической форме и по химическому составу и не совершаются ли перые скачка́ми, т.е. существуют ли ромбоэдры шпатов всех возможных изменений от 105°8′ до 106°18′ и 107°[40]20′? Если существуют такие переходные формы, то конечно нет никакого основания резко отделять формы, чаще встречающиеся по тем или другим обстоятельствам, и делать из них особые виды <с отдельным названием>. Напротив, когда будет доказана непостепенность в изменении углов с постепенным изменением состава, тогда настоящее деление шпатов на несколько видов будет основываться на прочных началах».:32
В последней четверти XIX века условная химическая формула мезитита выглядела как: 2MgCO3·FeCO3,:106:110 что, безусловно, не отражало переменный состав мезитиновых шпатов.
Минералогия XX века пришла к определению мезитита как среднего (срединного) члена непрерывного изоморфного ряда железистых магнезитов (магнезит → сидерит) с общей формулой (Mg,Fe)CO3, находящегося по составу посередине между брейнеритом и пистомезитом. В зависимости от содержания молекулы FeCO3 в этом ряду выделяются четыре разновидности. Первым идёт брейнерит, в нём содержание железа самое низкое (до 30%), а свойства ближе всего к магнезиту; затем следует мезизит, содержащий до половины сидерита (30—50 % FeCO3); ещё выше содержание железа в пистомезитах (50—70% FeCO3) и последним, вплотную к железному шпату, примыкает сидероплезит (70—95% FeCO3).:516
Современная минералогия разделяет железосодержащие минералы изоморфного ряда магнезита → сидерита на две примерно равные части в полном соответствии с процентным содержанием карбоната железа (граница между которыми проходит ниже и выше 50%). Таким образом, брейнерит и мезитит считаются железистыми разновидностями магнезита, а сидероплезит и пистомезит — напротив, магнийсодержащими разновидностями сидерита.

## Свойства
В XIX веке мезитин шпат часто рассматривался как одна из разновидностей брейнерита,:229 на тот момент — самого известного из числа железистых магнезитов изоморфного ряда магнезит → сидерит. Равным образом, и в первую половину XX века брейнерит оставался самым известным из всех разновидностей, однако и он также никогда не имел статуса самостоятельного минерального вида.:240
По составу мезитиновый шпат (включённый в неопределённое число брейнеритов) представляли как изоморфную смесь углекислой магнезии (магнезита) и железа (сидерита) в различных соотношениях или MgCO3, с примесью FeCO3. К примеру, Дмитрий Менделеев в своей магистерской диссертации «Изоморфизм в связи с другими отношениями кристаллической формы к составу» рекомендовал изображать формулу мезитин-шпата как (½Fe•½Mg)С или просто (MgFe)C.:49 Другим графическим вариантом формулы мезитинового шпата считалась (Mg:FeO)CO2.:194
Советская школа минералогии зачастую продолжала традиционно классифицировать упомянутые выше сидероплизит (70 до 95 % FeCO3), пистомезит и мезизит (мезитит) как разновидности брейнерита, тем не менее, оговаривая, что «…собственно брейнеритом, наиболее распространённым в природе, называют разности с содержанием FeCO3 до 30 %».:516
В начале 1950-х годов были проведены исследования люминесценции в тригональных карбонатах, образованных смешанными кристаллами CaCO3 — MgCO3 (доломита) с последующим изовалентным замещением магния железом, марганцем и иногда цинком. Внутри указанных изоморфных рядов были исследованы многие минеральные виды и разновидности, обнаружившие некоторые закономерные изменения люминесцентных свойств. Среди общих свойств, прежде всего, было выявлено, что примесь железа, присутствующая в форме FeCO3 в смешанных кристаллах сложных карбонатов, например в брейнерите (MgFe)CO3, или изовалентно замещающего ионы магния, вызывает жёсткое гасящее действие. Ни один из изученных минералов, содержащих железо (брейнерит, анкерит, мезитин, включая в их число, разумеется, также сидерит) не дал люминесцентного эффекта ни в одном из видов применяемого излучения.:59
Мезититы встречаются в ассоциациях с разными минералами, часто с кварцем, клинохлором, пиритом и шеелитом. В очень небольших количествах в виде изоморфных примесей в разных образцах брейнеритов было установлено также присутствие Mn, Ni и Co. Кальций в брейнеритах обычно отсутствует.:516

## Нахождение

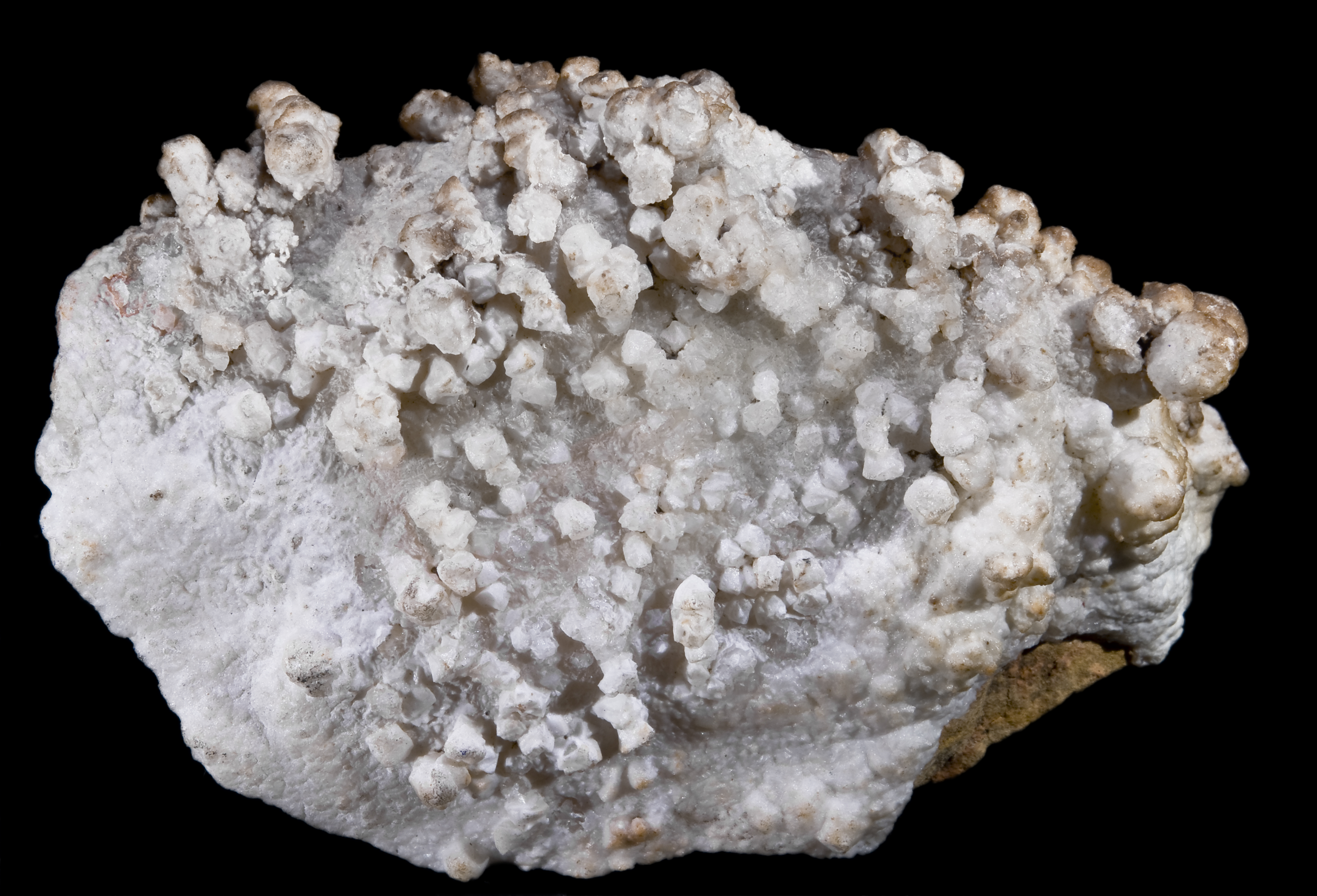
Мезитит (Саксония)

Мезитиновые шпаты относятся к числу широко распространённых карбонатных минералов, что определяется, прежде всего, их составом. Они установлены во всех магнезитовых (карбонатных) месторождениях, в которых, так или иначе, присутствуют железистые минералы (сидериты). Типовым районом, из которого приходили эталонные образцы мезититов, с начала XIX века считалась Траверселла, находящаяся примерно в центре горной части Пьемонта.
В России XIX века качественные музейные образцы мезитин-шпата были многократно установлены на Нагольном кряже (часть Донецкого), а также доставлялись из Нерчинского округа.:542 Одно из действующих месторождений мезитита находится в Магаданской области (золоторудное месторождение Энгтери, район Омсукчанского хребта).
Наибольшее число современных рудников с установленными и добываемыми мезититами находится на территории Западной Австралии и Австрии (Каринтия, Зальцбург, Тироль). Во Франции мезитиновые шпаты известны на северо-восточных месторождениях провинции Гранд-Эст, а также в Окситании и в регионе Прованс — Альпы.
В начале 1920-х годов австралийский минералог Эдвард Симпсон достаточно подробно описал генезис и характер залегания мезититовых шпатов в Западной Австралии: «...мезитит встречается только как гранулированная составляющая высокожелезистых серпентинов и перидотитов, которые разрушились в процессе глубокой карбонатизации. Большая часть так называемого мезитита, упоминаемого в местной геологической литературе, на самом деле является брейнеритом, железистой разновидностью магнезита...»:III:97